# فرانسوا ویت
فرانسوا ویت (انگلیسی: François Viète؛ زاده ۱۵۴۰ درگذشته ۲۳ فوریهٔ ۱۶۰۳) یک دانشمند در زمینه جبر اهل فرانسه بود.